# Chaetophractus villosus
El armadillo peludo, peludo, tatú peludo o quirquincho grande (Chaetophractus villosus) es una especie de mamífero cingulado de la familia Chlamyphoridae, endémico de Argentina, Bolivia, Brasil, Chile, Paraguay y Uruguay. 
Sus hábitats son selvas subantárticas, bosques templados,  sabanas secas y húmedas, montes subtropical y tropical, pastizales subtropical y tropical, desiertos cálidos, templados y fríos, tierra arable, pasturas, plantaciones y jardines.
Es un animal que suele medir alrededor de unos 48 cm de largo en total, y a su vez, pueden llegar a medir 13 cm de alto si es que se encuentra parado en sus 4 patas. Sus orejas son usadas como característica morfológica. Su estructura corporal está acorazada por un armadura constituida por un mosaico de pequeñas placas óseas, desde la capa inferior de la dermis, y están recubiertas de epidermis córnea. Es un sistema de protección contra sus depredadores; protegiendo incluso su cola. Las placas forman un escudo de una sola pieza sobre los hombros y otro sobre los cuartos traseros. La parte media del cuerpo tiene unas placas que forman bandas transversales articuladas entre sí, es decir, que se unen por una piel blanda; así se pueden enrollar formando una bola bien acorazada y cubrir la parte del cuerpo desprotegida, el abdomen. Este animal está recubierto de pelos oscuros en la parte dorsal, que se proyectan desde las escamas que forman el caparazón hacia atrás. El peso total de estos animales ronda a los 2kgs. Presentan una visión pobre pero un excelente sentido del olfato y tacto, favoreciendo su forma de alimentación. De cuerpo robusto, patas cortas y musculosas, pudiendo desplazarse rápidamente. Extremidades con garras semejantes a uñas y las usa para conseguir su alimento o para excavar madrigueras. 

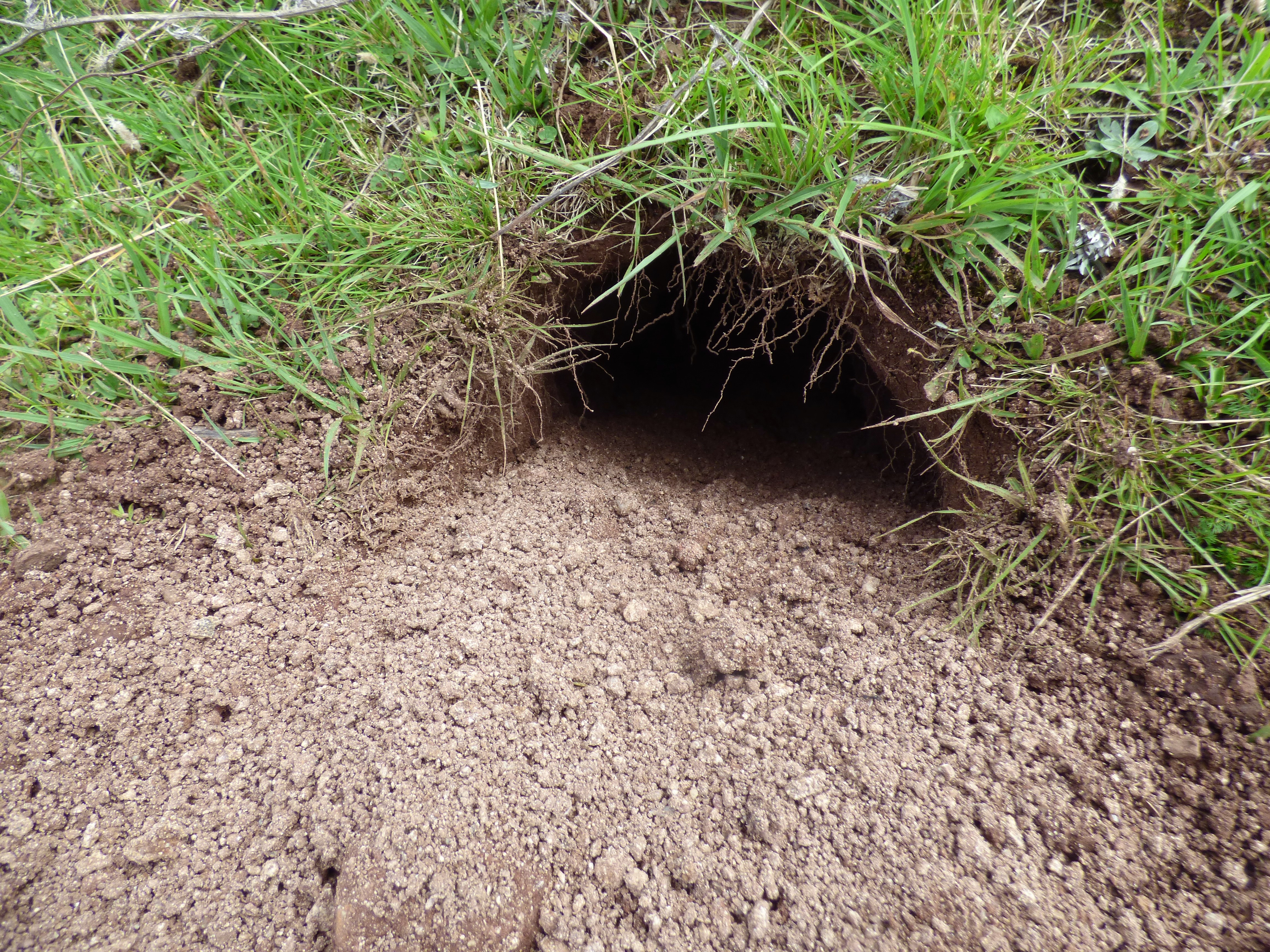
Cueva encontrada en expedición del investigador del MNHN de Uruguay, Enrique González.

Vive en zonas sombrías densas, desde el nivel del mar hasta 3000 m s. n. m. Cava madrigueras hasta de 3,5 m de profundidad y entre 7 y 8 m de largo; sin compartirla con congéneres del sexo opuesto. Las hembras paren cuatro crías del mismo sexo y perfectamente idénticas, porque proceden de un único cigoto que se ha segmentado.
Este tipo de armadillo se encuentra instalado en la cultura autóctona, tanto como para el consumo culinario, como para refranes, tales como "Es fácil mirar de arriba cuando abajo no se estuvo. El lechuzón por hojudo observa desde el alambre pero va a matarse el hombre a la cueva del peludo". Además, una vez fallecidos su caparazón es usado para crear artesanías e instrumentos tales como el charango o guitarra.
Es considerado dañino en los sistemas agropecuarios porque escarban túneles consideradas “sus cuevas” lo cual es un riesgo para el ganado.

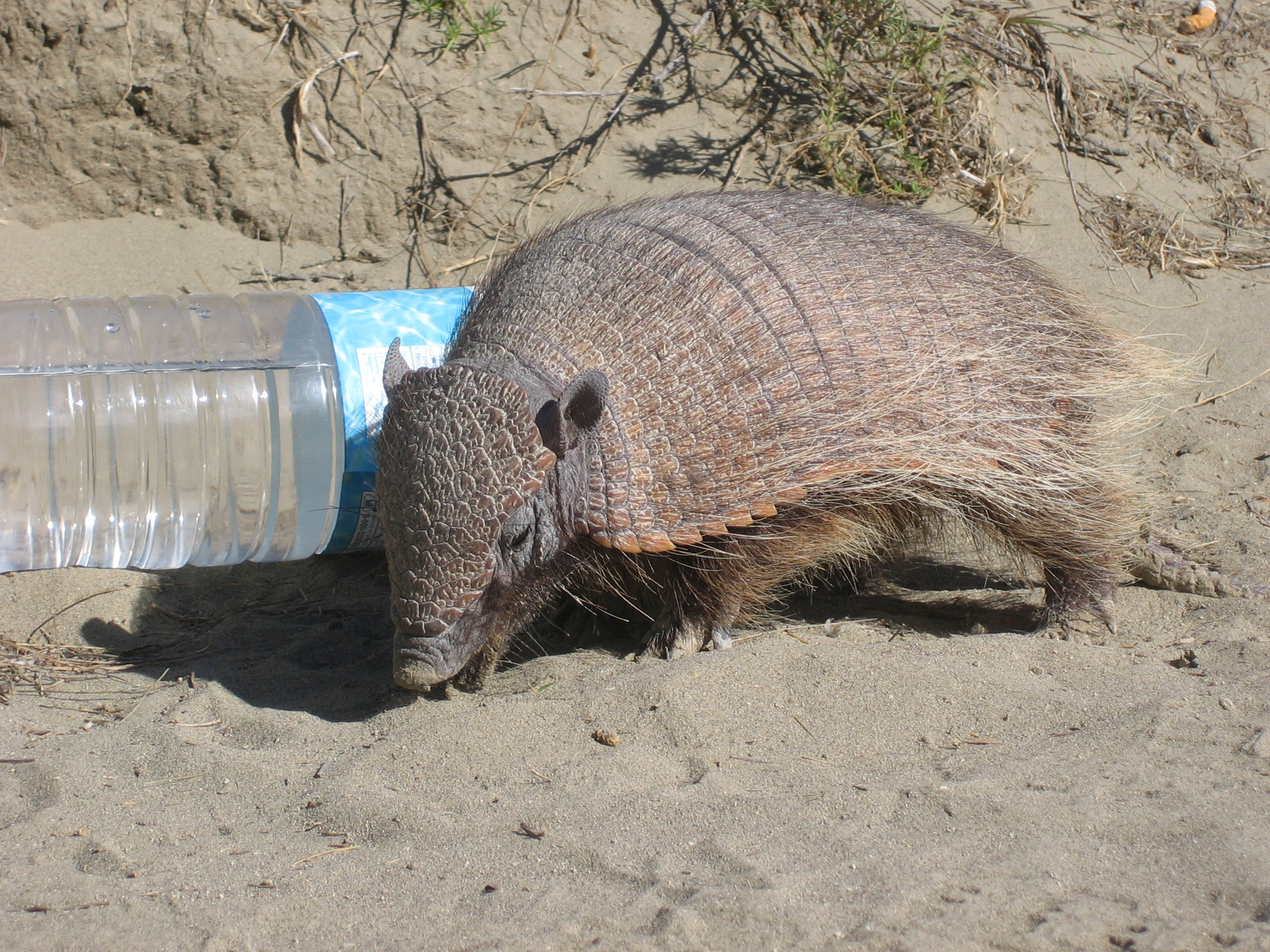
Un ejemplar en la Patagonia.

## Alimentación
Los peludos se hallan en la zona Sur de la Patagonia más específicamente en Tierra del Fuego. Su dieta es carnívora - omnívora, por lo cual es muy diversa; sin embargo poseen una mala dentición (se los califica como endentados), y es por eso que están limitados en el tipo de alimentos que consumen. Esta es la razón por la cual gran parte de su dieta está compuesta principalmente de insectos, tales como, lombrices, escorpiones, arañas, larvas, carroña y otros invertebrados pequeños. Pueden alimentarse de restos de animales muertos como de raíces o frutos en caso de escasez de su alimento principal. Cuando están en cautiverio su dieta consiste en una mezcla de proteínas de animales, frutas y vegetales, vitaminas y suplementos de minerales, e insectos. 

## Distribución
Según investigaciones genéticas, arqueológicas e históricas, antes de la década de 1930 esta especie no habitaba en Chile ni en la Patagonia argentina austral, ya que se detenía en la margen norte del río Chubut. La construcción de estructuras humanas como carreteras, oleoductos y especialmente puentes sobre los ríos, además de otras alteraciones antrópicas durante más de un siglo, modificaron las condiciones ambientales de la región, permitiéndole invadir áreas que naturalmente no podría haber conquistado, alcanzando así hasta el estrecho de Magallanes, incluso introduciéndose también en el sector norte de la isla Grande de Tierra del Fuego.
La distribución del peludo se incrementó 4736 km2 desde el último estudio publicado. Actualmente se halla frecuentemente en toda la estepa parte norte de la isla Grande y ocupa también gran parte de dos ecosistemas diferentes como zona de transición en Tierra del Fuego. Se suelen encontrar peludos en zonas más elevadas que no lleguen a inundarse, con una altura de la vegetación media-alta (mayor a 30 cm) y con suelos húmedos (ricos en materia orgánica). 
En Tierra del Fuego se estima que el peludo tiene una transición de expansión en la isla Grande que fue de 10,9 km/año. Su dispersión se vio limitada hacia el sur de la isla por dos ríos (río Chico y río Grande), y a partir de esto las encuestas realizadas en una tesis se pudo verificar que la translocación de individuos (anormalidad cromosómica) sería uno de los dispositivos usados por los armadillos que lograron traspasar barreras naturales como los ríos.
El armadillo Chaetophractus villosus es una de las especies de armadillo más abundante en el agroecosistema en la región pampeana argentina. Esta especie es endémica de Sudamérica y su distribución geográfica natural se extiende a través de un amplio rango de ambientes, sus áreas de distribución son de aproximadamente 1 200 000 km2. 
En Chile esta especie se distribuye en planicies de altura cercana a la vertiente occidental de la cordillera de los Andes y en valles, además de ambientes esteparios de la Patagonia reconociéndose como el límite de distribución a la región del Biobío. Esta especie tiene como parte de sus áreas de distribución desde el sur de Chile hasta el estrecho de Magallanes.
Aunque haya poca información poblacional de esta especie en Chile es probable que haya sido afectada la estabilidad de las poblaciones locales debido a factores antrópicos, como el reemplazo de su hábitat natural por suelos de uso ganadero, la depredación de perros y la caza ilegal. Una de las razones de estos escasos datos es debida a que esta especie tiende a vivir en grupos reducidos o inclusive en forma solitaria, además de tener una conducta tímida ante los humanos, también tienen períodos de actividad crepuscular-nocturno y semidiurno.
Por otro lado, esta especie ha modificado sus áreas de distribución en función del hábitat disponible y la expansión-retracción del manto de hielo durante los periodos postglaciales, siendo considerada por la historia como un elemento faunístico de distribución marginal que ha logrado, gradualmente, dispersarse desde la estepa patagónica de Argentina y la pampa.

## Cautiverio
Es el animal más común en los zoológicos europeos, y sobreviven entre 20 y 30 años en condiciones de cautiverio. Suelen estar conservados individualmente, o de a pares, aunque de vez en cuando los podés encontrar agrupados de a varios. Los armadillos peludos también fueron mantenidos como animales de laboratorio, principalmente para estudios fisiológicos. Dentro de la cría en cautiverio de los machos deben separarse de las hembras preñadas antes del parto para evitar que estas lastimen a sus crías o las maten debido al estrés relacionado con la presencia de los machos. Un entorno oscuro y tranquilo es fundamental para prevenir el abandono de las crías por parte de las hembras debido al estrés. La crianza en cautiverio no parece ser por estaciones, y es posible que haya hasta 3 camadas en un solo año, siendo de 72 días el intervalo entre nacimientos más corto. Esta especie en cautiverio suele tener trastornos de comportamiento. Esto puede suceder debido a la falta de espacio, superficies inadecuadas que limitan la capacidad de excavar, estímulos limitados, dietas inapropiadas, o una falta de consideración de su estructura social natural, por ejemplo cuando se mantienen en grupos grandes sin lugares suficientes para esconderse o cuando los machos no se separan de las hembras preñadas.

## Fósiles y genética
Los fósiles más antiguos de los peludos se encontraron hace unos 5,33 millones de años durante la era cenozoica, específicamente durante los períodos Plioceno y Holoceno. El primer registro paleontológico proviene de los osteodermos fosilizados de este animal, los cuales estaban en la región de Chapadmalal en la provincia de Buenos Aires, Argentina. Esta es una de las zonas estratigráficas en la Costa Atlántica de la región pampeana. 
Gracias a ciertos estudios y análisis con la técnica del reloj molecular, se pudo ver como el peludo se separó de otras especies relacionadas hace aproximadamente 9.1 ± 2.4 millones de años. La presencia de este animal en la región pampeana es frecuente y se remonta a entre 4600 y 7700 años atrás.
Se encuentra ampliamente distribuido en Argentina. Sin embargo, su presencia en Patagonia continental fue detectada hace aproximadamente 100 años como resultado de una dispersión facilitada por el hombre, y en la década de 1980 fue introducido en la Isla Grande de Tierra del Fuego. 
Según investigaciones genéticas, arqueológicas e históricas, antes de la década de 1930 esta especie no habitaba en Chile ni en la Patagonia argentina austral, ya que se detenía en la margen norte del río Chubut.
Debido a la rápida diversificación de los armadillos Euphraticnae, las relaciones evolucionarias dentro de la subfamilia fueron difíciles de diferenciar. Estudios filogeográficos revelaron que la variación genética más amplia, y por lo tanto su probable lugar de origen, fue en la región pampeana argentina, de donde se extendió al sur, este y noroeste.

## Reproducción
Los peludos tardan un año de edad para volverse sexualmente maduros. El apareamiento es por una cuestión estacional y ocurre desde el final del invierno hasta la primavera. La gestación dura alrededor de 60-75 días y por lo general nacen entre 1-3 crías dentro de la madriguera (más común 2). En condiciones favorables, las hembras pueden producir más de una camada por año.

## Extinción
Chaetophractus villosus es una especie caracterizada con el nombre de Preocupación Menor (LC) por variadas razones como su amplia distribución, por su supuesta gran población, se por encontrarse en varias áreas protegidas, tolerancia a la modificación del hábitat y porque es poco probable que lleguen a ser una especie que esté bajo amenaza. Hay que tener en cuenta que es una especie que suele ser cazada por ser considerada una plaga agrícola en gran parte de su distribución.  